# Museu Nacional de Arte Moderna de Tóquio

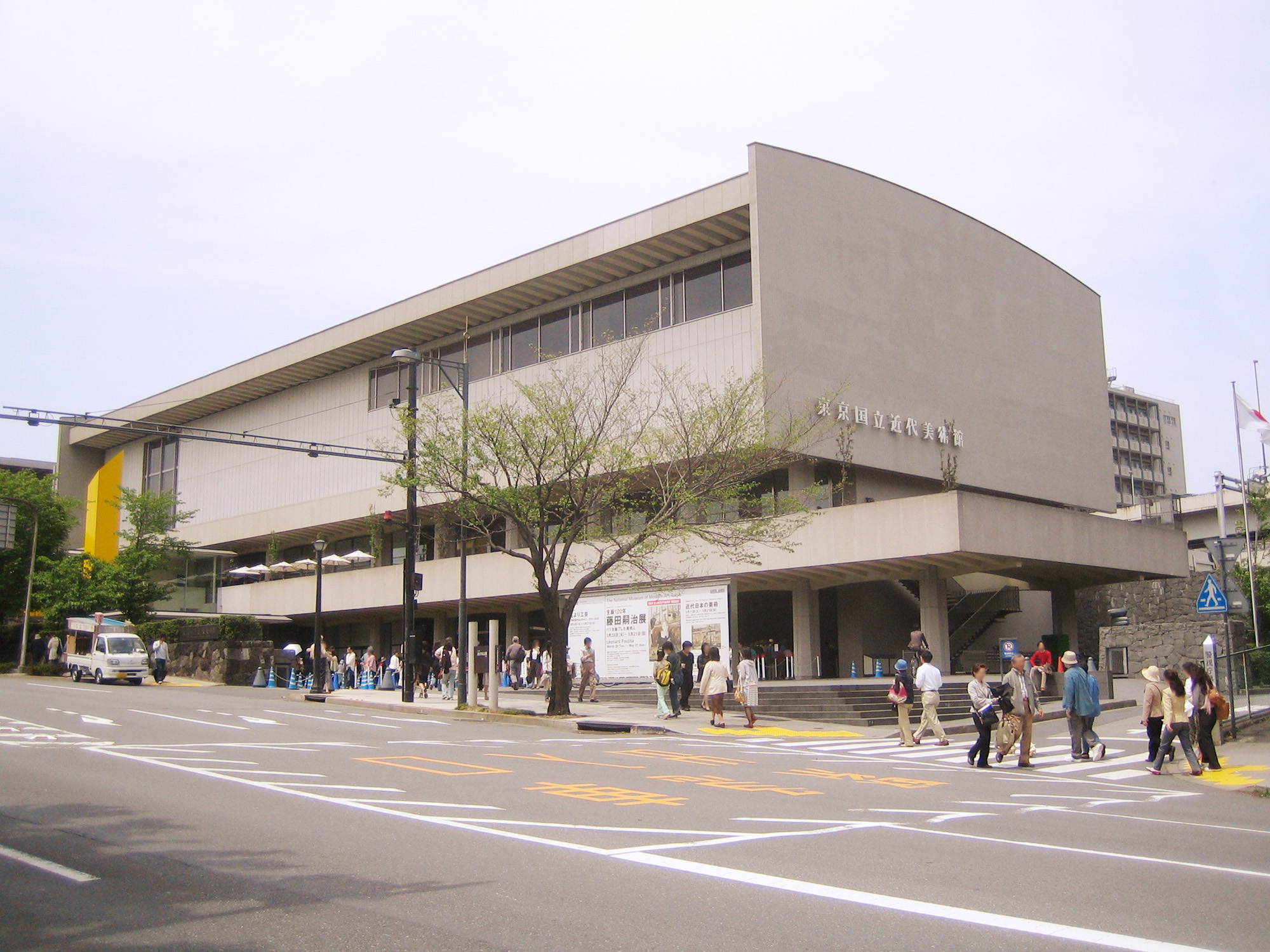
Entrada principal.

O Museu Nacional de Arte Moderna de Tóquio (東京 国立 近代 美術館, Tōkyō Kokuritsu Kindai Bijutsukan) é o museu mais importante na coleção e exposição de arte moderna do Japão. A instituição é conhecida por seu acervo do século XX, que também inclui obras de artistas de Nihonga e peças ocidentais de diferentes estilos.

## Coleções
A coleção contém itens de muitos artistas japoneses notáveis, iniciando com os do período Meiji, bem como algumas obras de ocidentais contemporâneos. 
Nos primeiros anos do século XX, Matsukata Kojiro passou a adquirir xilogravuras de  ukiyo-e  que eram distribuídas no exterior. Em 1925, no Museu Nacional de Arte Moderna de Tóquio, ele foi responsável por uma exposição de xilogravuras recolhidas ao longo dos anos, considerada a primeira de seu tipo no Japão. Atualmente, aproximadamente 8 000 gravuras da coleção de Matsukata estão no Museu Nacional de Tóquio.